# Hidetoshi Katori
Hidetoshi Katori (香取秀俊) est un physicien japonais, né le 27 septembre 1964 à Tokyo, professeur à l'université de Tokyo, connu pour avoir inventé la technique de la longueur d'onde magique (en) pour les horloges atomiques à réseau optique ultra précises. Depuis 2011, Katori est également scientifique en chef au Quantum Metrology Lab, RIKEN.

## Recherche
Katori a introduit en 2001, et utilisé en 2003, l'horloge à réseau optique (« optical lattice clock »), une horloge atomique basée sur une transition optique d'un atome neutre et utilisant de nombreux atomes identiques piégés dans un réseau optique pour augmenter la précision. Elle a depuis été reprise et développée par plusieurs groupes et a atteint en 2018 une précision de plus de 18 décimales, correspondant à une erreur de moins d'une seconde en 30 milliards d'années. Katori travaille à l'amélioration de la précision à 19 décimales (précision relative {\displaystyle 10^{-19}}). Comme application, il a démontré leur utilisation en géodésie relativiste : via la dilatation du temps relativiste générale, les horloges atomiques ont permis de mesurer des différences d'altitude de 1 cm sur de grandes distances.
Le groupe de Katori a  aussi effectué une mesure du décalage vers le rouge gravitationnel avec deux horloges transportables à réseau optique au strontium sur presque toute la hauteur du Tokyo Skytree, établissant ainsi un nouveau record pour le meilleur test de relativité générale au sol,.

## Prix et distinctions
- 2005 – Prix de la Société japonaise pour la promotion de la science (ja)
- 2005 – Prix Springer Nature de physique appliquée
- 2006 – Prix scientifique IBM du Japon (ja)
- 2008 – Prix I. I. Rabi (en)
- 2010 – Prix académique Ichimura (ja)
- 2011 – Prix du Ministre du MEXT
- 2011 – Philipp Franz von Siebold-Preis (de), Allemagne
- 2012 – Prix Asahi
- 2013 – Prix commémoratif Nishina
- 2013 – Prix Fujiwara (ja)
- 2013 – Prix Toray en science et technologie
- 2014 – Médaille avec ruban violet
- 2015 – Prix de l'Académie des sciences du Japon
- 2017 – Prix Léo Esaki (ja)
- 2022 – Prix Breakthrough en physique fondamentale[7].

## Publications (sélection)
- Ichiro Ushijima, Masao Takamoto, Manoj Das et Takuya Ohkubo, « Cryogenic optical lattice clocks », Nature Photonics, Springer Science and Business Media LLC, vol. 9, no 3,‎ 9 février 2015, p. 185–189 (ISSN 1749-4885, DOI 10.1038/nphoton.2015.5, Bibcode 2015NaPho...9..185U)
- Atsushi Yamaguchi, Miho Fujieda, Motohiro Kumagai et Hidekazu Hachisu, « Direct Comparison of Distant Optical Lattice Clocks at the {\displaystyle 10^{-16}} Uncertainty », Applied Physics Express, IOP Publishing, vol. 4, no 8,‎ 4 août 2011, p. 082203 (ISSN 1882-0778, DOI 10.1143/apex.4.082203, arXiv 1108.2774, S2CID 118692461)
- Hidetoshi Katori, Koji Hashiguchi, E. Yu. Il’inova et V. D. Ovsiannikov, « Magic Wavelength to Make Optical Lattice Clocks Insensitive to Atomic Motion », Physical Review Letters, American Physical Society (APS), vol. 103, no 15,‎ 9 octobre 2009, p. 153004 (ISSN 0031-9007, PMID 19905634, DOI 10.1103/physrevlett.103.153004, Bibcode 2009PhRvL.103o3004K)
- Masao Takamoto, Feng-Lei Hong, Ryoichi Higashi et Yasuhisa Fujii, « Improved Frequency Measurement of a One-Dimensional Optical Lattice Clock with a Spin-Polarized Fermionic87Sr Isotope », Journal of the Physical Society of Japan, Japan Society of Applied Physics, vol. 75, no 10,‎ 15 octobre 2006, p. 104302 (ISSN 0031-9015, DOI 10.1143/jpsj.75.104302, Bibcode 2006JPSJ...75j4302T, arXiv physics/0608212, S2CID 17685448)
- Masao Takamoto, Feng-Lei Hong, Ryoichi Higashi et Hidetoshi Katori, « An optical lattice clock », Nature, Springer Science and Business Media LLC, vol. 435, no 7040,‎ 2005, p. 321–324 (ISSN 0028-0836, PMID 15902252, DOI 10.1038/nature03541, Bibcode 2005Natur.435..321T, S2CID 4426565)
- Hidetoshi Katori « Frequency Standards and Metrology » (2002)  (DOI 10.1142/9789812777713_0036)
- Hidetoshi Katori, Tetsuya Ido et Makoto Kuwata-Gonokami, « Optimal Design of Dipole Potentials for Efficient Loading of Sr Atoms », Journal of the Physical Society of Japan, Physical Society of Japan, vol. 68, no 8,‎ 15 août 1999, p. 2479–2482 (ISSN 0031-9015, DOI 10.1143/jpsj.68.2479, Bibcode 1999JPSJ...68.2479K)
- Hidetoshi Katori, Tetsuya Ido, Yoshitomo Isoya et Kuwata-Gonokami, « Magneto-Optical Trapping and Cooling of Strontium Atoms down to the Photon Recoil Temperature », Physical Review Letters, American Physical Society (APS), vol. 82, no 6,‎ 8 février 1999, p. 1116–1119 (ISSN 0031-9007, DOI 10.1103/physrevlett.82.1116, Bibcode 1999PhRvL..82.1116K)